# Cratere Stetson
Stetson è un cratere lunare di 63,12 km situato nella parte sud-orientale della faccia nascosta della Luna.